# Dailorluta
Dailorluta (Dailor Luta) ist eine osttimoresische Aldeia im Suco Fahisoi (Verwaltungsamt Lequidoe, Gemeinde Aileu). 2015 lebten in der Aldeia 391 Menschen.

## Geographie
Die Aldeia Dailorluta bildet den Norden des Sucos Fahisoi. Südlich befinden sich die Aldeias Tatilisame und Locotoi. Im Westen grenzt Dailorluta an den Suco Fahiria, im Norden an den Suco Maumeta und im Osten an den Suco Hautoho.
Die Südgrenze bildet grob die Hauptstraße des Sucos, die ihn von Ost nach Nordwest durchquert. Nur zwei tiefe Einschnitte der benachbarten Aldeias im Zentrum des Sucos reichen über die Straße nach Norden. Die Straße führt entlang eines Bergrückens durch Lequidoe, den Hauptort des Sucos, der sich aus mehreren Siedlungen zusammensetzt. Beidseitig von Straße und Aldeiagrenze liegen die Siedlungen Aituin und Fatubuti und Dailorluta im Osten, wobei diese sich weit nach Norden ausdehnt. Von der Straße aus fällt das Land von über 1200 m nach Norden hin in ein Tal ab zu einem Nebenfluss des Tatamailiu auf etwa 1000 m, dann folgt ein weiterer Bergrücken, mit dem Dorf Ereluli auf der Spitze (1180 m). Von dem Dorf führt eine kleine Straße in Richtung Westen in das Dorf Daulala im Nachbarsuco Fahiria. Nördlich sinkt das Land wieder auf etwa 1000 m, wo der Tatamailiu fließt, einer der vielen Quellflüsse des Nördlichen Laclós. An der Ostspitze der Aldeia Dailorluta, wo die Suco-Hauptstraße auf den Tatamailiu trifft, beträgt die Meereshöhe 807 m.